# Cartier (oraș)

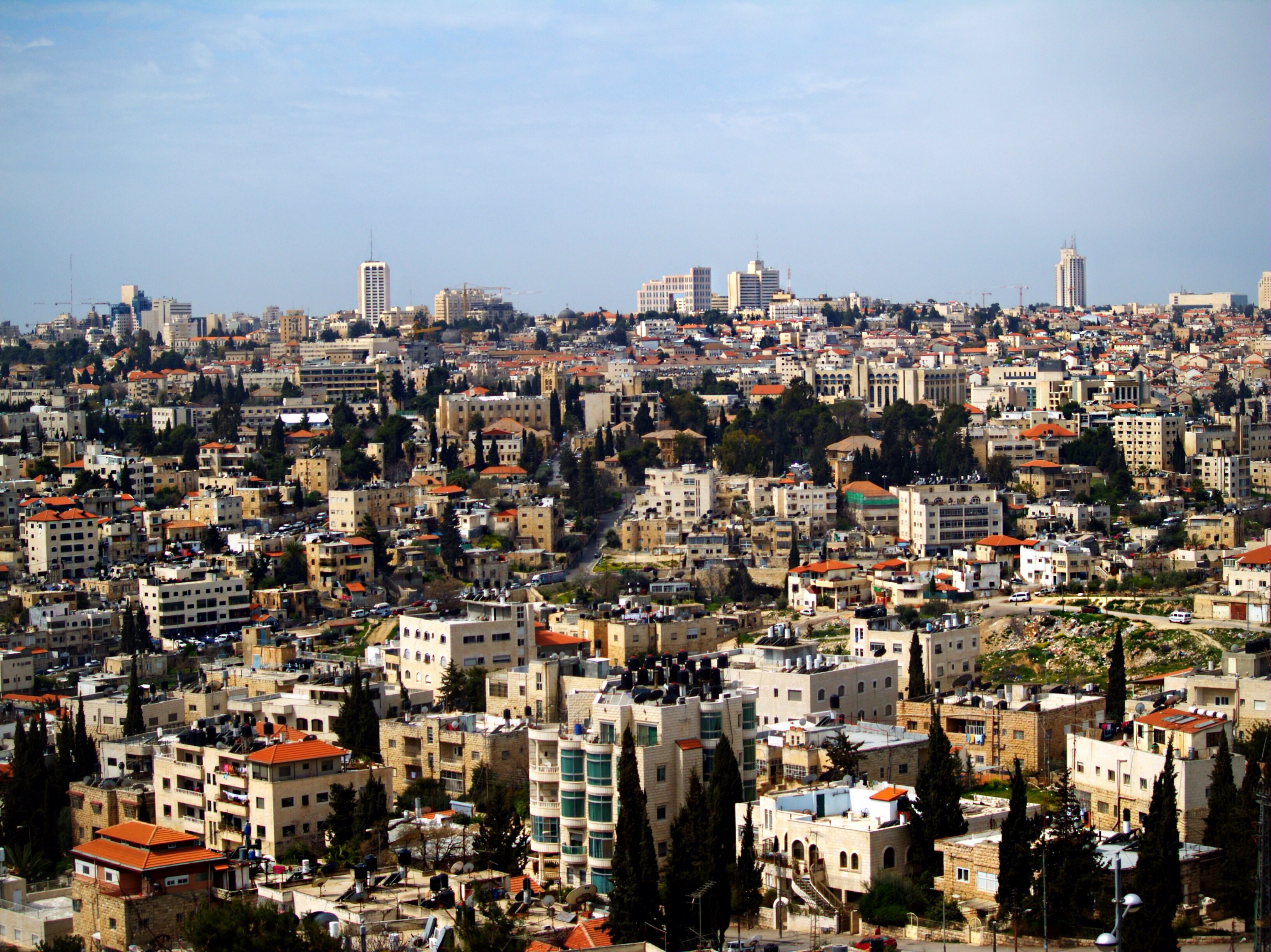
Ierusalim are cartiere evreiești, armenești, creștine și palestiniene

Cartierul este o zonă a unui oraș, desemnând o anumită parte a acestuia clar delimitată pe diferite criterii (diviziune administrativă, geografică, istorică) sau pur și simplu constituit pe sentimentul de apartenență comună a locuitorilor săi pe bază de proximitate și istorie.
În municipiile mari, cartierul poate fi o subîmpărțire a sectorului sau o suburbie.

## Etimologie

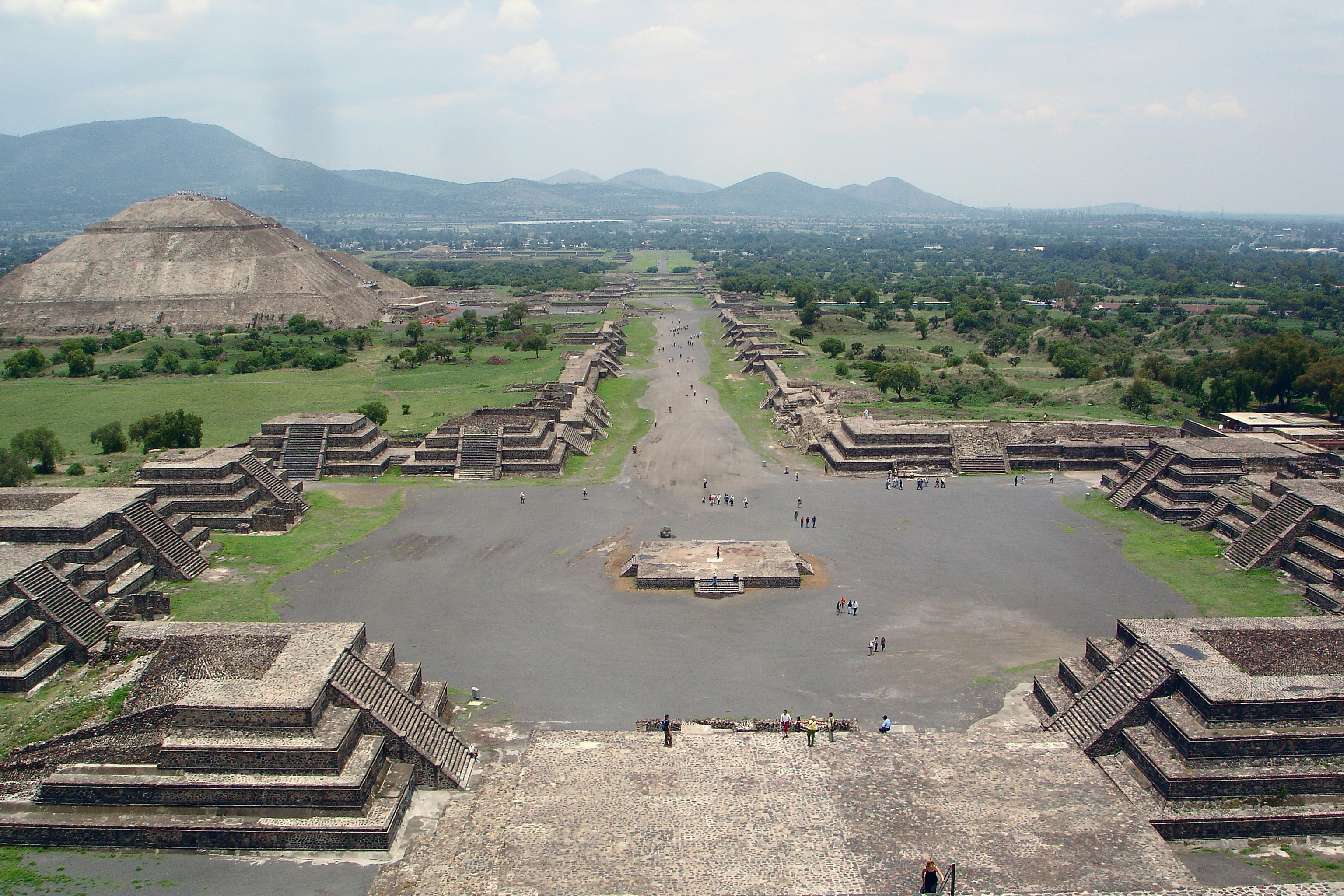
Teotihuacan, cel mai mare oraș cunoscut în epoca precolumbiană, era clar împărțit în cartiere

Cuvântul cartier provine din italiană, unde, dacă un oraș era împărțit în șase, (de exemplu, Veneția) unitățile administrative respective se numeau sestieri, dacă erau în patru - quartieri (quarto = sfert), iar dacă erau împărțite în trei - terzieri. Termenul este și în franceză cu același sens, iar în engleză quarter mai păstrează o legătură semantică cu quartiere italian doar în termenul compus headquarter (cartier general).